# Salakpalme
Die Salakpalme (Salacca zalacca) kommt von den indonesischen Inseln Sumatra und Java, wo sie in Dickichten auf nassen, sumpfigen Böden wächst. Wegen ihrer essbaren Früchte wird sie in zahlreichen weiteren Ländern kultiviert. Sie ist sehr kälteempfindlich und gedeiht nur in den Tropen.

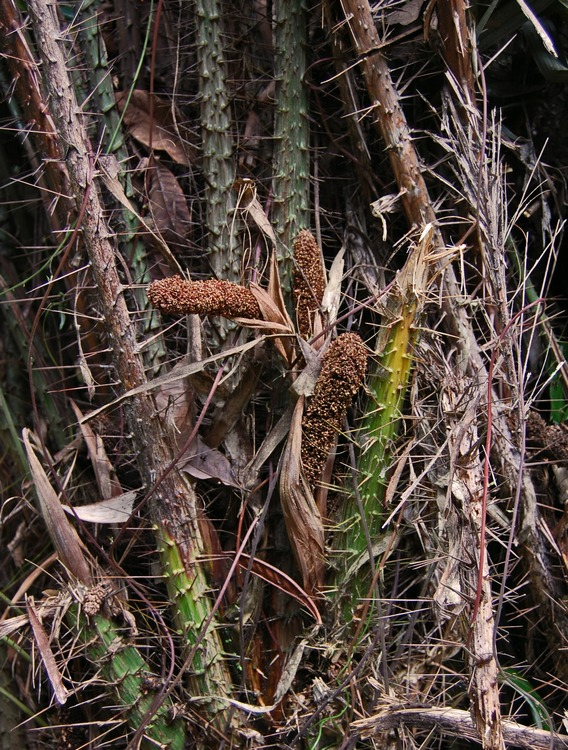
Salakpalme mit männlichen Blütenständen

## Beschreibung
Die Salakpalme wird bis zu sechs Meter hoch. Die Blätter sind fiederförmig, stehen in Quirlen und werden 60 Zentimeter lang. Die Blattoberseite ist glänzend-grün und die Blattunterseite ist weißlich grün. Fast alle oberirdischen Teile der Palme sind von zahlreichen, spitzen Dornen bedeckt. Die Pflanze ist zweihäusig und die Blüte befindet sich unmittelbar über dem Erdboden, zwischen den Blättern versteckt. Salakpalmen breiten sich über unterirdische, verzweigte Rhizome aus und bilden große, dichte Horste. Eine Palme kann bis zu 15–40 dicht gedrängte Früchte tragen.

### Frucht

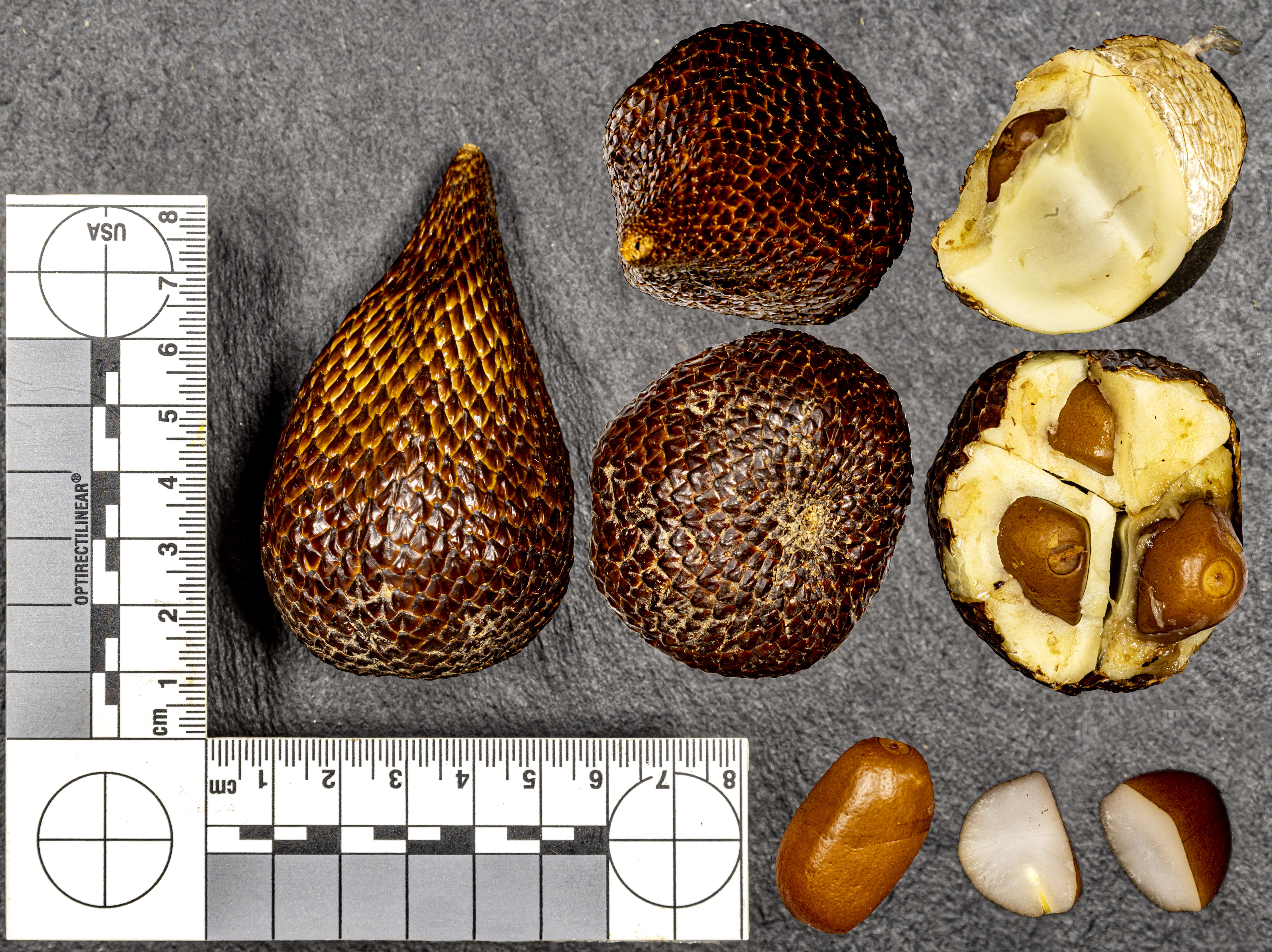
Frucht der Salakpalme mit Querschnitten

Die Früchte sind ei- oder birnenförmig und meist braun bis rot. Die Fruchtschale glänzt, ist schuppig überlappend und erinnert an eine Schlangenhaut. Das Fruchtfleisch ist hellgelb oder rosa und in zwei bis vier (meist drei) Segmente geteilt. Der Geschmack des Fruchtfleisches erinnert an Birne, Litschi und Jackfrucht. Beliebt sind Salaks als Beilage zu Obstsalaten. Eine andere Variation ist es, das Fruchtfleisch mit etwas süßem Sirup zu essen. Die roh ungenießbaren Kerne in der Mitte des Fruchtfleisches sind braun bis schwarz. Die Kerne werden in Südostasien in Salzwasser gekocht. Dabei entsteht eine Schleimschicht, die entfernt wird. Danach sind die Kerne ohne Schale genießbar. Die Früchte werden auf lokalen Märkten angeboten. In Europa werden sie im Handel unter der Bezeichnung „Schlangen(haut)frucht“ (englisch: snake fruit) oder „Salak“ angeboten.

## Taxonomie
Die Salakpalme wurde 1791 von Joseph Gaertner in De Fructibus et Seminibus Plantarum Band 2 Teil 2, Seite 267, Tafel 139 Figur 1 als Calamus zalacca erstbeschrieben. Die Art wurde 1895 von Andreas Voss in Vilmorin's Blumengärtnerei Beschreibung, Kultur und Verwendung des Gesamten Pflanzenmaterials fur Deutsche Garten 3. Auflage, Band 1, Seite 1152 als Salacca zalacca (Gaertn.) Voss in die GattungSalacca gestellt.